# Henrika Tandefelt
Henrika Tandefelt, född 1972 i Helsingfors, är en finlandssvensk historiker, dotter till Marika Tandefelt. Tandefelt blev filosofie doktor vid Helsingfors universitet år 2007. Hon är verksam som forskare vid Svenska litteratursällskapet i Finland. Tandefelt tilldelades Axel Hirschs pris och Fack-Finlandiapriset år 2009.

## Verk i urval
- 2008 – Konsten att härska – Gustaf III inför sina undersåtar
- 2009 – Borgå 1809: ceremoni och fest

## Priser och utmärkelser
- 2009 – Axel Hirschs pris
- 2009 – Fack-Finlandia för Borgå 1809: ceremoni och fest
- 2019 – Stig Ramels pris[4]